# Tour de Polonia 2021
La 78.ª edición de la competición ciclista Tour de Polonia fue una carrera de ciclismo en ruta por etapas que se celebró entre el 9 y el 15 de agosto de 2021 en Polonia con inicio en la ciudad de Lubin y final en la de Cracovia sobre un recorrido de 1140 kilómetros.
La carrera formó parte del UCI WorldTour 2021, calendario ciclístico de máximo nivel mundial, siendo la vigésima tercera carrera de dicho circuito y fue ganada por el portugués João Almeida del Deceuninck-Quick Step. Completaron el podio, como segundo y tercer clasificado respectivamente, el esloveno Matej Mohorič del Bahrain Victorious y el polaco Michał Kwiatkowski del INEOS Grenadiers.

## Equipos participantes
Tomaron parte en la carrera 22 equipos: 19 de categoría UCI WorldTeam, 2 de categoría UCI ProTeam y la selección nacional de Polonia, formando así un pelotón de 151 ciclistas de los que acabaron 140. Los equipos participantes fueron:
| WorldTeams (19)- AG2R Citroën Team - Astana-Premier Tech - Bahrain Victorious - Bora-Hansgrohe - Cofidis - Deceuninck-Quick Step - EF Education-Nippo - Groupama-FDJ - Ineos Grenadiers - Intermarché-Wanty-Gobert Matériaux - Israel Start-Up Nation - Jumbo-Visma - Lotto Soudal - Movistar Team - Team BikeExchange - Team DSM - Qhubeka NextHash - Trek-Segafredo - UAE Team Emirates ProTeams (2)- Alpecin-Fenix - Gazprom-RusVelo Equipo nacional- Polonia |
| |

## Recorrido
El Tour de Polonia dispuso de siete etapas para un recorrido total de 1140 kilómetros.
| Etapa     | Fecha     | Recorrido                    | type                    | Distancia (km) | Desnivel (m) | Ganador             | Líder        |
| --------- | --------- | ---------------------------- | ----------------------- | -------------- | ------------ | ------------------- | ------------ |
| 1.ª etapa | 9 de ago  | Lublin – Chełm               | etapa escarpada         | 216,4          | 1522 m       | Phil Bauhaus        | Phil Bauhaus |
| 2.ª etapa | 10 de ago | Zamość – Przemyśl            | etapa escarpada         | 200,8          | 1591 m       | João Almeida        | João Almeida |
| 3.ª etapa | 11 de ago | Sanok – Resovia              | etapa de media montaña  | 226,4          | 2625 m       | Fernando Gaviria    | João Almeida |
| 4.ª etapa | 12 de ago | Tarnów – Bukowina Tatrzańska | etapa escarpada         | 159,9          | 2567 m       | João Almeida        | João Almeida |
| 5.ª etapa | 13 de ago | Chochołów – Bielsko-Biała    | etapa escarpada         | 172,8          | 2530 m       | Nikias Arndt        | João Almeida |
| 6.ª etapa | 14 de ago | Katowice – Katowice          | contrarreloj individual | 19,1           | 126 m        | Rémi Cavagna        | João Almeida |
| 7.ª etapa | 15 de ago | Zabrze – Cracovia            | etapa llana             | 145,1          | 889 m        | Julius van den Berg | João Almeida |

## Desarrollo de la carrera

### 1.ª etapa
| Lublin - Chełm | etapa escarpada | (216,4 km) |

| \| Clasificación de la etapa \| Clasificación de la etapa \| Clasificación de la etapa \| Clasificación de la etapa \| Clasificación de la etapa \| \| Ciclista \| Ciclista \| Equipo \| Tiempo \| \| \| ------------------------- \| ------------------------- \| ---------------------------------- \| ------------------------- \| ------------------------- \| \| 1.º \| Phil Bauhaus \| Bahrain Victorious \| 5 h 01 min 24 s \| \| \| 2.º \| Álvaro Hodeg \| Deceuninck-Quick Step \| + 0 s \| \| \| 3.º \| Hugo Hofstetter \| Israel Start-Up Nation \| + 0 s \| \| \| 4.º \| Edward Theuns \| Trek-Segafredo \| + 0 s \| \| \| 5.º \| David Dekker \| Jumbo-Visma \| + 0 s \| \| \| 6.º \| Dion Smith \| BikeExchange \| + 0 s \| \| \| 7.º \| Jonas Rickaert \| Alpecin-Fenix \| + 0 s \| \| \| 8.º \| Biniam Girmay \| Intermarché-Wanty-Gobert Matériaux \| + 0 s \| \| \| 9.º \| Matej Mohorič \| Bahrain Victorious \| + 0 s \| \| \| 10.º \| Michał Kwiatkowski \| Ineos Grenadiers \| + 0 s \| \| |                    |                                    |                 |
| |                    |                                    |                 |
| Fuente: ProCyclingStats |                    |                                    |                 |
| Clasificación de la etapa |                    |                                    |                 |
| Ciclista | Ciclista           | Equipo                             | Tiempo          |
| 1.º | Phil Bauhaus       | Bahrain Victorious                 | 5 h 01 min 24 s |
| 2.º | Álvaro Hodeg       | Deceuninck-Quick Step              | + 0 s           |
| 3.º | Hugo Hofstetter    | Israel Start-Up Nation             | + 0 s           |
| 4.º | Edward Theuns      | Trek-Segafredo                     | + 0 s           |
| 5.º | David Dekker       | Jumbo-Visma                        | + 0 s           |
| 6.º | Dion Smith         | BikeExchange                       | + 0 s           |
| 7.º | Jonas Rickaert     | Alpecin-Fenix                      | + 0 s           |
| 8.º | Biniam Girmay      | Intermarché-Wanty-Gobert Matériaux | + 0 s           |
| 9.º | Matej Mohorič      | Bahrain Victorious                 | + 0 s           |
| 10.º | Michał Kwiatkowski | Ineos Grenadiers                   | + 0 s           |

| \| Clasificación general \| Clasificación general \| Clasificación general \| Clasificación general \| Clasificación general \| \| Ciclista \| Ciclista \| Equipo \| Tiempo \| \| \| --------------------- \| --------------------- \| ---------------------------------- \| --------------------- \| --------------------- \| \| 1.º \| Phil Bauhaus \| Bahrain Victorious \| 5 h 01 min 14 s \| \| \| 2.º \| Álvaro Hodeg \| Deceuninck-Quick Step \| + 4 s \| \| \| 3.º \| Hugo Hofstetter \| Israel Start-Up Nation \| + 6 s \| \| \| 4.º \| Michał Kwiatkowski \| Ineos Grenadiers \| + 7 s \| \| \| 5.º \| Matej Mohorič \| Bahrain Victorious \| + 8 s \| \| \| 6.º \| Edward Theuns \| Trek-Segafredo \| + 10 s \| \| \| 7.º \| David Dekker \| Jumbo-Visma \| + 10 s \| \| \| 8.º \| Dion Smith \| BikeExchange \| + 10 s \| \| \| 9.º \| Jonas Rickaert \| Alpecin-Fenix \| + 10 s \| \| \| 10.º \| Biniam Girmay \| Intermarché-Wanty-Gobert Matériaux \| + 10 s \| \| |                    |                                    |                 |
| |                    |                                    |                 |
| Fuente: ProCyclingStats |                    |                                    |                 |
| Clasificación general |                    |                                    |                 |
| Ciclista | Ciclista           | Equipo                             | Tiempo          |
| 1.º | Phil Bauhaus       | Bahrain Victorious                 | 5 h 01 min 14 s |
| 2.º | Álvaro Hodeg       | Deceuninck-Quick Step              | + 4 s           |
| 3.º | Hugo Hofstetter    | Israel Start-Up Nation             | + 6 s           |
| 4.º | Michał Kwiatkowski | Ineos Grenadiers                   | + 7 s           |
| 5.º | Matej Mohorič      | Bahrain Victorious                 | + 8 s           |
| 6.º | Edward Theuns      | Trek-Segafredo                     | + 10 s          |
| 7.º | David Dekker       | Jumbo-Visma                        | + 10 s          |
| 8.º | Dion Smith         | BikeExchange                       | + 10 s          |
| 9.º | Jonas Rickaert     | Alpecin-Fenix                      | + 10 s          |
| 10.º | Biniam Girmay      | Intermarché-Wanty-Gobert Matériaux | + 10 s          |

### 2.ª etapa
| Zamość - Przemyśl | etapa escarpada | (200,8 km) |

| \| Clasificación de la etapa \| Clasificación de la etapa \| Clasificación de la etapa \| Clasificación de la etapa \| Clasificación de la etapa \| \| Ciclista \| Ciclista \| Equipo \| Tiempo \| \| \| ------------------------- \| ------------------------- \| ---------------------------------- \| ------------------------- \| ------------------------- \| \| 1.º \| João Almeida \| Deceuninck-Quick Step \| 4 h 41 min 33 s \| \| \| 2.º \| Diego Ulissi \| UAE Team Emirates \| + 0 s \| \| \| 3.º \| Matej Mohorič \| Bahrain Victorious \| + 0 s \| \| \| 4.º \| Michał Kwiatkowski \| Ineos Grenadiers \| + 4 s \| \| \| 5.º \| Mikkel Honoré \| Deceuninck-Quick Step \| + 8 s \| \| \| 6.º \| Lorenzo Rota \| Intermarché-Wanty-Gobert Matériaux \| + 12 s \| \| \| 7.º \| Jai Hindley \| Team DSM \| + 12 s \| \| \| 8.º \| Giovanni Aleotti \| Bora-Hansgrohe \| + 12 s \| \| \| 9.º \| Dylan Teuns \| Bahrain Victorious \| + 12 s \| \| \| 10.º \| Tim Wellens \| Lotto-Soudal \| + 16 s \| \| |                    |                                    |                 |
| |                    |                                    |                 |
| Fuente: ProCyclingStats |                    |                                    |                 |
| Clasificación de la etapa |                    |                                    |                 |
| Ciclista | Ciclista           | Equipo                             | Tiempo          |
| 1.º | João Almeida       | Deceuninck-Quick Step              | 4 h 41 min 33 s |
| 2.º | Diego Ulissi       | UAE Team Emirates                  | + 0 s           |
| 3.º | Matej Mohorič      | Bahrain Victorious                 | + 0 s           |
| 4.º | Michał Kwiatkowski | Ineos Grenadiers                   | + 4 s           |
| 5.º | Mikkel Honoré      | Deceuninck-Quick Step              | + 8 s           |
| 6.º | Lorenzo Rota       | Intermarché-Wanty-Gobert Matériaux | + 12 s          |
| 7.º | Jai Hindley        | Team DSM                           | + 12 s          |
| 8.º | Giovanni Aleotti   | Bora-Hansgrohe                     | + 12 s          |
| 9.º | Dylan Teuns        | Bahrain Victorious                 | + 12 s          |
| 10.º | Tim Wellens        | Lotto-Soudal                       | + 16 s          |

| \| Clasificación general \| Clasificación general \| Clasificación general \| Clasificación general \| Clasificación general \| \| Ciclista \| Ciclista \| Equipo \| Tiempo \| \| \| --------------------- \| --------------------- \| ---------------------------------- \| --------------------- \| --------------------- \| \| 1.º \| João Almeida \| Deceuninck-Quick Step \| 9 h 42 min 47 s \| \| \| 2.º \| Matej Mohorič \| Bahrain Victorious \| + 4 s \| \| \| 3.º \| Diego Ulissi \| UAE Team Emirates \| + 4 s \| \| \| 4.º \| Michał Kwiatkowski \| Ineos Grenadiers \| + 11 s \| \| \| 5.º \| Mikkel Honoré \| Deceuninck-Quick Step \| + 18 s \| \| \| 6.º \| Dylan Teuns \| Bahrain Victorious \| + 22 s \| \| \| 7.º \| Lorenzo Rota \| Intermarché-Wanty-Gobert Matériaux \| + 22 s \| \| \| 8.º \| Jai Hindley \| Team DSM \| + 22 s \| \| \| 9.º \| Giovanni Aleotti \| Bora-Hansgrohe \| + 22 s \| \| \| 10.º \| Tim Wellens \| Lotto-Soudal \| + 26 s \| \| |                    |                                    |                 |
| |                    |                                    |                 |
| Fuente: ProCyclingStats |                    |                                    |                 |
| Clasificación general |                    |                                    |                 |
| Ciclista | Ciclista           | Equipo                             | Tiempo          |
| 1.º | João Almeida       | Deceuninck-Quick Step              | 9 h 42 min 47 s |
| 2.º | Matej Mohorič      | Bahrain Victorious                 | + 4 s           |
| 3.º | Diego Ulissi       | UAE Team Emirates                  | + 4 s           |
| 4.º | Michał Kwiatkowski | Ineos Grenadiers                   | + 11 s          |
| 5.º | Mikkel Honoré      | Deceuninck-Quick Step              | + 18 s          |
| 6.º | Dylan Teuns        | Bahrain Victorious                 | + 22 s          |
| 7.º | Lorenzo Rota       | Intermarché-Wanty-Gobert Matériaux | + 22 s          |
| 8.º | Jai Hindley        | Team DSM                           | + 22 s          |
| 9.º | Giovanni Aleotti   | Bora-Hansgrohe                     | + 22 s          |
| 10.º | Tim Wellens        | Lotto-Soudal                       | + 26 s          |

### 3.ª etapa
| Sanok - Resovia | etapa de media montaña | (226,4 km) |

| \| Clasificación de la etapa \| Clasificación de la etapa \| Clasificación de la etapa \| Clasificación de la etapa \| Clasificación de la etapa \| \| Ciclista \| Ciclista \| Equipo \| Tiempo \| \| \| ------------------------- \| ------------------------- \| ------------------------- \| ------------------------- \| ------------------------- \| \| 1.º \| Fernando Gaviria \| UAE Team Emirates \| 5 h 18 min 15 s \| \| \| 2.º \| Olav Kooij \| Jumbo-Visma \| + 0 s \| \| \| 3.º \| Phil Bauhaus \| Bahrain Victorious \| + 0 s \| \| \| 4.º \| Max Kanter \| Team DSM \| + 0 s \| \| \| 5.º \| Max Walscheid \| Qhubeka NextHash \| + 0 s \| \| \| 6.º \| Jonas Rickaert \| Alpecin-Fenix \| + 0 s \| \| \| 7.º \| Hugo Hofstetter \| Israel Start-Up Nation \| + 0 s \| \| \| 8.º \| Michael Schwarzmann \| Bora-Hansgrohe \| + 0 s \| \| \| 9.º \| Michał Kwiatkowski \| Ineos Grenadiers \| + 0 s \| \| \| 10.º \| John Degenkolb \| Lotto-Soudal \| + 0 s \| \| |                     |                        |                 |
| |                     |                        |                 |
| Fuente: ProCyclingStats |                     |                        |                 |
| Clasificación de la etapa |                     |                        |                 |
| Ciclista | Ciclista            | Equipo                 | Tiempo          |
| 1.º | Fernando Gaviria    | UAE Team Emirates      | 5 h 18 min 15 s |
| 2.º | Olav Kooij          | Jumbo-Visma            | + 0 s           |
| 3.º | Phil Bauhaus        | Bahrain Victorious     | + 0 s           |
| 4.º | Max Kanter          | Team DSM               | + 0 s           |
| 5.º | Max Walscheid       | Qhubeka NextHash       | + 0 s           |
| 6.º | Jonas Rickaert      | Alpecin-Fenix          | + 0 s           |
| 7.º | Hugo Hofstetter     | Israel Start-Up Nation | + 0 s           |
| 8.º | Michael Schwarzmann | Bora-Hansgrohe         | + 0 s           |
| 9.º | Michał Kwiatkowski  | Ineos Grenadiers       | + 0 s           |
| 10.º | John Degenkolb      | Lotto-Soudal           | + 0 s           |

| \| Clasificación general \| Clasificación general \| Clasificación general \| Clasificación general \| Clasificación general \| \| Ciclista \| Ciclista \| Equipo \| Tiempo \| \| \| --------------------- \| --------------------- \| ---------------------------------- \| --------------------- \| --------------------- \| \| 1.º \| João Almeida \| Deceuninck-Quick Step \| 15 h 01 min 02 s \| \| \| 2.º \| Diego Ulissi \| UAE Team Emirates \| + 4 s \| \| \| 3.º \| Matej Mohorič \| Bahrain Victorious \| + 4 s \| \| \| 4.º \| Michał Kwiatkowski \| Ineos Grenadiers \| + 11 s \| \| \| 5.º \| Mikkel Honoré \| Deceuninck-Quick Step \| + 18 s \| \| \| 6.º \| Dylan Teuns \| Bahrain Victorious \| + 22 s \| \| \| 7.º \| Lorenzo Rota \| Intermarché-Wanty-Gobert Matériaux \| + 22 s \| \| \| 8.º \| Jai Hindley \| Team DSM \| + 22 s \| \| \| 9.º \| Giovanni Aleotti \| Bora-Hansgrohe \| + 22 s \| \| \| 10.º \| Einer Rubio \| Movistar Team \| + 26 s \| \| |                    |                                    |                  |
| |                    |                                    |                  |
| Fuente: ProCyclingStats |                    |                                    |                  |
| Clasificación general |                    |                                    |                  |
| Ciclista | Ciclista           | Equipo                             | Tiempo           |
| 1.º | João Almeida       | Deceuninck-Quick Step              | 15 h 01 min 02 s |
| 2.º | Diego Ulissi       | UAE Team Emirates                  | + 4 s            |
| 3.º | Matej Mohorič      | Bahrain Victorious                 | + 4 s            |
| 4.º | Michał Kwiatkowski | Ineos Grenadiers                   | + 11 s           |
| 5.º | Mikkel Honoré      | Deceuninck-Quick Step              | + 18 s           |
| 6.º | Dylan Teuns        | Bahrain Victorious                 | + 22 s           |
| 7.º | Lorenzo Rota       | Intermarché-Wanty-Gobert Matériaux | + 22 s           |
| 8.º | Jai Hindley        | Team DSM                           | + 22 s           |
| 9.º | Giovanni Aleotti   | Bora-Hansgrohe                     | + 22 s           |
| 10.º | Einer Rubio        | Movistar Team                      | + 26 s           |

### 4.ª etapa
| Tarnów - Bukowina Tatrzańska | etapa escarpada | (159,9 km) |

| \| Clasificación de la etapa \| Clasificación de la etapa \| Clasificación de la etapa \| Clasificación de la etapa \| Clasificación de la etapa \| \| Ciclista \| Ciclista \| Equipo \| Tiempo \| \| \| ------------------------- \| ------------------------- \| ---------------------------------- \| ------------------------- \| ------------------------- \| \| 1.º \| João Almeida \| Deceuninck-Quick Step \| 3 h 51 min 32 s \| \| \| 2.º \| Matej Mohorič \| Bahrain Victorious \| + 0 s \| \| \| 3.º \| Andrea Vendrame \| AG2R Citroën Team \| + 0 s \| \| \| 4.º \| Michał Kwiatkowski \| Ineos Grenadiers \| + 0 s \| \| \| 5.º \| Dion Smith \| BikeExchange \| + 0 s \| \| \| 6.º \| Jai Hindley \| Team DSM \| + 0 s \| \| \| 7.º \| Ben Tulett \| Alpecin-Fenix \| + 0 s \| \| \| 8.º \| Diego Ulissi \| UAE Team Emirates \| + 0 s \| \| \| 9.º \| Antonio Tiberi \| Trek-Segafredo \| + 0 s \| \| \| 10.º \| Quinten Hermans \| Intermarché-Wanty-Gobert Matériaux \| + 0 s \| \| |                    |                                    |                 |
| |                    |                                    |                 |
| Fuente: ProCyclingStats |                    |                                    |                 |
| Clasificación de la etapa |                    |                                    |                 |
| Ciclista | Ciclista           | Equipo                             | Tiempo          |
| 1.º | João Almeida       | Deceuninck-Quick Step              | 3 h 51 min 32 s |
| 2.º | Matej Mohorič      | Bahrain Victorious                 | + 0 s           |
| 3.º | Andrea Vendrame    | AG2R Citroën Team                  | + 0 s           |
| 4.º | Michał Kwiatkowski | Ineos Grenadiers                   | + 0 s           |
| 5.º | Dion Smith         | BikeExchange                       | + 0 s           |
| 6.º | Jai Hindley        | Team DSM                           | + 0 s           |
| 7.º | Ben Tulett         | Alpecin-Fenix                      | + 0 s           |
| 8.º | Diego Ulissi       | UAE Team Emirates                  | + 0 s           |
| 9.º | Antonio Tiberi     | Trek-Segafredo                     | + 0 s           |
| 10.º | Quinten Hermans    | Intermarché-Wanty-Gobert Matériaux | + 0 s           |

| \| Clasificación general \| Clasificación general \| Clasificación general \| Clasificación general \| Clasificación general \| \| Ciclista \| Ciclista \| Equipo \| Tiempo \| \| \| --------------------- \| --------------------- \| ---------------------------------- \| --------------------- \| --------------------- \| \| 1.º \| João Almeida \| Deceuninck-Quick Step \| 18 h 52 min 24 s \| \| \| 2.º \| Matej Mohorič \| Bahrain Victorious \| + 8 s \| \| \| 3.º \| Diego Ulissi \| UAE Team Emirates \| + 14 s \| \| \| 4.º \| Michał Kwiatkowski \| Ineos Grenadiers \| + 21 s \| \| \| 5.º \| Jai Hindley \| Team DSM \| + 32 s \| \| \| 6.º \| Dylan Teuns \| Bahrain Victorious \| + 32 s \| \| \| 7.º \| Lorenzo Rota \| Intermarché-Wanty-Gobert Matériaux \| + 32 s \| \| \| 8.º \| Giovanni Aleotti \| Bora-Hansgrohe \| + 32 s \| \| \| 9.º \| Einer Rubio \| Movistar Team \| + 36 s \| \| \| 10.º \| Tim Wellens \| Lotto-Soudal \| + 36 s \| \| |                    |                                    |                  |
| |                    |                                    |                  |
| Fuente: ProCyclingStats |                    |                                    |                  |
| Clasificación general |                    |                                    |                  |
| Ciclista | Ciclista           | Equipo                             | Tiempo           |
| 1.º | João Almeida       | Deceuninck-Quick Step              | 18 h 52 min 24 s |
| 2.º | Matej Mohorič      | Bahrain Victorious                 | + 8 s            |
| 3.º | Diego Ulissi       | UAE Team Emirates                  | + 14 s           |
| 4.º | Michał Kwiatkowski | Ineos Grenadiers                   | + 21 s           |
| 5.º | Jai Hindley        | Team DSM                           | + 32 s           |
| 6.º | Dylan Teuns        | Bahrain Victorious                 | + 32 s           |
| 7.º | Lorenzo Rota       | Intermarché-Wanty-Gobert Matériaux | + 32 s           |
| 8.º | Giovanni Aleotti   | Bora-Hansgrohe                     | + 32 s           |
| 9.º | Einer Rubio        | Movistar Team                      | + 36 s           |
| 10.º | Tim Wellens        | Lotto-Soudal                       | + 36 s           |

### 5.ª etapa
| Chochołów - Bielsko-Biała | etapa escarpada | (172,8 km) |

| \| Clasificación de la etapa \| Clasificación de la etapa \| Clasificación de la etapa \| Clasificación de la etapa \| Clasificación de la etapa \| \| Ciclista \| Ciclista \| Equipo \| Tiempo \| \| \| ------------------------- \| ------------------------- \| ---------------------------------- \| ------------------------- \| ------------------------- \| \| 1.º \| Nikias Arndt \| Team DSM \| 4 h 02 min 20 s \| \| \| 2.º \| Matej Mohorič \| Bahrain Victorious \| + 0 s \| \| \| 3.º \| Stefano Oldani \| Lotto-Soudal \| + 0 s \| \| \| 4.º \| João Almeida \| Deceuninck-Quick Step \| + 0 s \| \| \| 5.º \| Diego Ulissi \| UAE Team Emirates \| + 0 s \| \| \| 6.º \| Quinten Hermans \| Intermarché-Wanty-Gobert Matériaux \| + 0 s \| \| \| 7.º \| David Dekker \| Jumbo-Visma \| + 0 s \| \| \| 8.º \| Jake Stewart \| Groupama-FDJ \| + 0 s \| \| \| 9.º \| Andrea Vendrame \| AG2R Citroën Team \| + 0 s \| \| \| 10.º \| Mikkel Honoré \| Deceuninck-Quick Step \| + 0 s \| \| |                 |                                    |                 |
| |                 |                                    |                 |
| Fuente: ProCyclingStats |                 |                                    |                 |
| Clasificación de la etapa |                 |                                    |                 |
| Ciclista | Ciclista        | Equipo                             | Tiempo          |
| 1.º | Nikias Arndt    | Team DSM                           | 4 h 02 min 20 s |
| 2.º | Matej Mohorič   | Bahrain Victorious                 | + 0 s           |
| 3.º | Stefano Oldani  | Lotto-Soudal                       | + 0 s           |
| 4.º | João Almeida    | Deceuninck-Quick Step              | + 0 s           |
| 5.º | Diego Ulissi    | UAE Team Emirates                  | + 0 s           |
| 6.º | Quinten Hermans | Intermarché-Wanty-Gobert Matériaux | + 0 s           |
| 7.º | David Dekker    | Jumbo-Visma                        | + 0 s           |
| 8.º | Jake Stewart    | Groupama-FDJ                       | + 0 s           |
| 9.º | Andrea Vendrame | AG2R Citroën Team                  | + 0 s           |
| 10.º | Mikkel Honoré   | Deceuninck-Quick Step              | + 0 s           |

| \| Clasificación general \| Clasificación general \| Clasificación general \| Clasificación general \| Clasificación general \| \| Ciclista \| Ciclista \| Equipo \| Tiempo \| \| \| --------------------- \| --------------------- \| ---------------------------------- \| --------------------- \| --------------------- \| \| 1.º \| João Almeida \| Deceuninck-Quick Step \| 22 h 54 min 44 s \| \| \| 2.º \| Matej Mohorič \| Bahrain Victorious \| + 2 s \| \| \| 3.º \| Diego Ulissi \| UAE Team Emirates \| + 14 s \| \| \| 4.º \| Michał Kwiatkowski \| Ineos Grenadiers \| + 21 s \| \| \| 5.º \| Lorenzo Rota \| Intermarché-Wanty-Gobert Matériaux \| + 32 s \| \| \| 6.º \| Giovanni Aleotti \| Bora-Hansgrohe \| + 32 s \| \| \| 7.º \| Dylan Teuns \| Bahrain Victorious \| + 32 s \| \| \| 8.º \| Einer Rubio \| Movistar Team \| + 36 s \| \| \| 9.º \| Tim Wellens \| Lotto-Soudal \| + 36 s \| \| \| 10.º \| Mikkel Honoré \| Deceuninck-Quick Step \| + 37 s \| \| |                    |                                    |                  |
| |                    |                                    |                  |
| Fuente: ProCyclingStats |                    |                                    |                  |
| Clasificación general |                    |                                    |                  |
| Ciclista | Ciclista           | Equipo                             | Tiempo           |
| 1.º | João Almeida       | Deceuninck-Quick Step              | 22 h 54 min 44 s |
| 2.º | Matej Mohorič      | Bahrain Victorious                 | + 2 s            |
| 3.º | Diego Ulissi       | UAE Team Emirates                  | + 14 s           |
| 4.º | Michał Kwiatkowski | Ineos Grenadiers                   | + 21 s           |
| 5.º | Lorenzo Rota       | Intermarché-Wanty-Gobert Matériaux | + 32 s           |
| 6.º | Giovanni Aleotti   | Bora-Hansgrohe                     | + 32 s           |
| 7.º | Dylan Teuns        | Bahrain Victorious                 | + 32 s           |
| 8.º | Einer Rubio        | Movistar Team                      | + 36 s           |
| 9.º | Tim Wellens        | Lotto-Soudal                       | + 36 s           |
| 10.º | Mikkel Honoré      | Deceuninck-Quick Step              | + 37 s           |

### 6.ª etapa
| Katowice - Katowice | contrarreloj individual | (19,1 km) |

| \| Clasificación de la etapa \| Clasificación de la etapa \| Clasificación de la etapa \| Clasificación de la etapa \| Clasificación de la etapa \| \| Ciclista \| Ciclista \| Equipo \| Tiempo \| \| \| ------------------------- \| ------------------------- \| ------------------------- \| ------------------------- \| ------------------------- \| \| 1.º \| Rémi Cavagna \| Deceuninck-Quick Step \| 22 min 11 s \| \| \| 2.º \| João Almeida \| Deceuninck-Quick Step \| + 13 s \| \| \| 3.º \| Maciej Bodnar \| Bora-Hansgrohe \| + 16 s \| \| \| 4.º \| Mikkel Bjerg \| UAE Team Emirates \| + 18 s \| \| \| 5.º \| Michał Kwiatkowski \| Ineos Grenadiers \| + 18 s \| \| \| 6.º \| Max Walscheid \| Qhubeka NextHash \| + 21 s \| \| \| 7.º \| Nikias Arndt \| Team DSM \| + 27 s \| \| \| 8.º \| Mikkel Honoré \| Deceuninck-Quick Step \| + 28 s \| \| \| 9.º \| Matej Mohorič \| Bahrain Victorious \| + 31 s \| \| \| 10.º \| Matthias Brändle \| Israel Start-Up Nation \| + 32 s \| \| |                    |                        |             |
| |                    |                        |             |
| Fuente: ProCyclingStats |                    |                        |             |
| Clasificación de la etapa |                    |                        |             |
| Ciclista | Ciclista           | Equipo                 | Tiempo      |
| 1.º | Rémi Cavagna       | Deceuninck-Quick Step  | 22 min 11 s |
| 2.º | João Almeida       | Deceuninck-Quick Step  | + 13 s      |
| 3.º | Maciej Bodnar      | Bora-Hansgrohe         | + 16 s      |
| 4.º | Mikkel Bjerg       | UAE Team Emirates      | + 18 s      |
| 5.º | Michał Kwiatkowski | Ineos Grenadiers       | + 18 s      |
| 6.º | Max Walscheid      | Qhubeka NextHash       | + 21 s      |
| 7.º | Nikias Arndt       | Team DSM               | + 27 s      |
| 8.º | Mikkel Honoré      | Deceuninck-Quick Step  | + 28 s      |
| 9.º | Matej Mohorič      | Bahrain Victorious     | + 31 s      |
| 10.º | Matthias Brändle   | Israel Start-Up Nation | + 32 s      |

| \| Clasificación general \| Clasificación general \| Clasificación general \| Clasificación general \| Clasificación general \| \| Ciclista \| Ciclista \| Equipo \| Tiempo \| \| \| --------------------- \| --------------------- \| --------------------- \| --------------------- \| --------------------- \| \| 1.º \| João Almeida \| Deceuninck-Quick Step \| 23 h 17 min 07 s \| \| \| 2.º \| Matej Mohorič \| Bahrain Victorious \| + 20 s \| \| \| 3.º \| Michał Kwiatkowski \| Ineos Grenadiers \| + 27 s \| \| \| 4.º \| Diego Ulissi \| UAE Team Emirates \| + 37 s \| \| \| 5.º \| Mikkel Honoré \| Deceuninck-Quick Step \| + 53 s \| \| \| 6.º \| Tim Wellens \| Lotto-Soudal \| + 57 s \| \| \| 7.º \| Jai Hindley \| Team DSM \| + 1 min 06 s \| \| \| 8.º \| Dylan Teuns \| Bahrain Victorious \| + 1 min 25 s \| \| \| 9.º \| Ben Tulett \| Alpecin-Fenix \| + 1 min 28 s \| \| \| 10.º \| Pascal Eenkhoorn \| Jumbo-Visma \| + 1 min 30 s \| \| |                    |                       |                  |
| |                    |                       |                  |
| Fuente: ProCyclingStats |                    |                       |                  |
| Clasificación general |                    |                       |                  |
| Ciclista | Ciclista           | Equipo                | Tiempo           |
| 1.º | João Almeida       | Deceuninck-Quick Step | 23 h 17 min 07 s |
| 2.º | Matej Mohorič      | Bahrain Victorious    | + 20 s           |
| 3.º | Michał Kwiatkowski | Ineos Grenadiers      | + 27 s           |
| 4.º | Diego Ulissi       | UAE Team Emirates     | + 37 s           |
| 5.º | Mikkel Honoré      | Deceuninck-Quick Step | + 53 s           |
| 6.º | Tim Wellens        | Lotto-Soudal          | + 57 s           |
| 7.º | Jai Hindley        | Team DSM              | + 1 min 06 s     |
| 8.º | Dylan Teuns        | Bahrain Victorious    | + 1 min 25 s     |
| 9.º | Ben Tulett         | Alpecin-Fenix         | + 1 min 28 s     |
| 10.º | Pascal Eenkhoorn   | Jumbo-Visma           | + 1 min 30 s     |

### 7.ª etapa
| Zabrze - Cracovia | etapa llana | (145,1 km) |

| \| Clasificación de la etapa \| Clasificación de la etapa \| Clasificación de la etapa \| Clasificación de la etapa \| Clasificación de la etapa \| \| Ciclista \| Ciclista \| Equipo \| Tiempo \| \| \| ------------------------- \| ------------------------- \| ------------------------- \| ------------------------- \| ------------------------- \| \| 1.º \| Julius van den Berg \| EF Education-Nippo \| 2 h 58 min 46 s \| \| \| 2.º \| Alexis Renard \| Israel Start-Up Nation \| + 0 s \| \| \| 3.º \| Matteo Jorgenson \| Movistar Team \| + 0 s \| \| \| 4.º \| Gianni Moscon \| Ineos Grenadiers \| + 0 s \| \| \| 5.º \| Álvaro Hodeg \| Deceuninck-Quick Step \| + 3 s \| \| \| 6.º \| Fernando Gaviria \| UAE Team Emirates \| + 3 s \| \| \| 7.º \| Olav Kooij \| Jumbo-Visma \| + 3 s \| \| \| 8.º \| John Degenkolb \| Lotto-Soudal \| + 3 s \| \| \| 9.º \| Phil Bauhaus \| Bahrain Victorious \| + 3 s \| \| \| 10.º \| Lionel Taminiaux \| Alpecin-Fenix \| + 3 s \| \| |                     |                        |                 |
| |                     |                        |                 |
| Fuente: ProCyclingStats |                     |                        |                 |
| Clasificación de la etapa |                     |                        |                 |
| Ciclista | Ciclista            | Equipo                 | Tiempo          |
| 1.º | Julius van den Berg | EF Education-Nippo     | 2 h 58 min 46 s |
| 2.º | Alexis Renard       | Israel Start-Up Nation | + 0 s           |
| 3.º | Matteo Jorgenson    | Movistar Team          | + 0 s           |
| 4.º | Gianni Moscon       | Ineos Grenadiers       | + 0 s           |
| 5.º | Álvaro Hodeg        | Deceuninck-Quick Step  | + 3 s           |
| 6.º | Fernando Gaviria    | UAE Team Emirates      | + 3 s           |
| 7.º | Olav Kooij          | Jumbo-Visma            | + 3 s           |
| 8.º | John Degenkolb      | Lotto-Soudal           | + 3 s           |
| 9.º | Phil Bauhaus        | Bahrain Victorious     | + 3 s           |
| 10.º | Lionel Taminiaux    | Alpecin-Fenix          | + 3 s           |

## Clasificaciones finales
- Las clasificaciones finalizaron de la siguiente forma:[3]

### Clasificación general
| \| Clasificación general \| Clasificación general \| Clasificación general \| Clasificación general \| Clasificación general \| \| Ciclista \| Ciclista \| Equipo \| Tiempo \| \| \| --------------------- \| --------------------- \| --------------------- \| --------------------- \| --------------------- \| \| 1.º \| João Almeida \| Deceuninck-Quick Step \| 26 h 15 min 53 s \| \| \| 2.º \| Matej Mohorič \| Bahrain Victorious \| + 20 s \| \| \| 3.º \| Michał Kwiatkowski \| Ineos Grenadiers \| + 27 s \| \| \| 4.º \| Diego Ulissi \| UAE Team Emirates \| + 37 s \| \| \| 5.º \| Mikkel Honoré \| Deceuninck-Quick Step \| + 53 s \| \| \| 6.º \| Tim Wellens \| Lotto-Soudal \| + 57 s \| \| \| 7.º \| Jai Hindley \| Team DSM \| + 1 min 06 s \| \| \| 8.º \| Dylan Teuns \| Bahrain Victorious \| + 1 min 25 s \| \| \| 9.º \| Ben Tulett \| Alpecin-Fenix \| + 1 min 28 s \| \| \| 10.º \| Pascal Eenkhoorn \| Jumbo-Visma \| + 1 min 30 s \| \| |                    |                       |                  |
| |                    |                       |                  |
| Fuente: ProCyclingStats |                    |                       |                  |
| Clasificación general |                    |                       |                  |
| Ciclista | Ciclista           | Equipo                | Tiempo           |
| 1.º | João Almeida       | Deceuninck-Quick Step | 26 h 15 min 53 s |
| 2.º | Matej Mohorič      | Bahrain Victorious    | + 20 s           |
| 3.º | Michał Kwiatkowski | Ineos Grenadiers      | + 27 s           |
| 4.º | Diego Ulissi       | UAE Team Emirates     | + 37 s           |
| 5.º | Mikkel Honoré      | Deceuninck-Quick Step | + 53 s           |
| 6.º | Tim Wellens        | Lotto-Soudal          | + 57 s           |
| 7.º | Jai Hindley        | Team DSM              | + 1 min 06 s     |
| 8.º | Dylan Teuns        | Bahrain Victorious    | + 1 min 25 s     |
| 9.º | Ben Tulett         | Alpecin-Fenix         | + 1 min 28 s     |
| 10.º | Pascal Eenkhoorn   | Jumbo-Visma           | + 1 min 30 s     |

### Clasificación por puntos
| Clasificación por puntos | Clasificación por puntos | Clasificación por puntos | Clasificación por puntos | Clasificación por puntos |
| Ciclista                 | Ciclista                 | Equipo                   | Puntos                   |                          |
| ------------------------ | ------------------------ | ------------------------ | ------------------------ | ------------------------ |
| 1.º                      | João Almeida             | Deceuninck-Quick Step    | 84 pts                   |                          |
| 2.º                      | Michał Kwiatkowski       | Ineos Grenadiers         | 83 pts                   |                          |
| 3.º                      | Matej Mohorič            | Bahrain Victorious       | 80 pts                   |                          |
| 4.º                      | Diego Ulissi             | UAE Team Emirates        | 69 pts                   |                          |
| 5.º                      | Phil Bauhaus             | Bahrain Victorious       | 50 pts                   |                          |
| 6.º                      | Mikkel Honoré            | Deceuninck-Quick Step    | 47 pts                   |                          |
| 7.º                      | Hugo Hofstetter          | Israel Start-Up Nation   | 42 pts                   |                          |
| 8.º                      | Dion Smith               | BikeExchange             | 38 pts                   |                          |
| 9.º                      | Tim Wellens              | Lotto-Soudal             | 36 pts                   |                          |
| 10.º                     | David Dekker             | Jumbo-Visma              | 36 pts                   |                          |

### Clasificación de la montaña
| Clasificación de la montaña | Clasificación de la montaña | Clasificación de la montaña | Clasificación de la montaña | Clasificación de la montaña |
| Ciclista                    | Ciclista                    | Equipo                      | Puntos                      |                             |
| --------------------------- | --------------------------- | --------------------------- | --------------------------- | --------------------------- |
| 1.º                         | Łukasz Owsian               | Polonia                     | 50 pts                      |                             |
| 2.º                         | Emīls Liepiņš               | Trek-Segafredo              | 30 pts                      |                             |
| 3.º                         | Jonas Rickaert              | Alpecin-Fenix               | 22 pts                      |                             |
| 4.º                         | Daniel Arroyave Cañas       | EF Education-Nippo          | 22 pts                      |                             |
| 5.º                         | Yevgueni Fiodorov           | Astana-Premier Tech         | 9 pts                       |                             |
| 6.º                         | Michał Paluta               | Global 6 Cycling            | 8 pts                       |                             |
| 7.º                         | Attila Valter               | Groupama-FDJ                | 6 pts                       |                             |
| 8.º                         | Lukas Pöstlberger           | Bora-Hansgrohe              | 5 pts                       |                             |
| 9.º                         | Filippo Conca               | Lotto-Soudal                | 5 pts                       |                             |
| 10.º                        | Marco Canola                | Gazprom-RusVelo             | 5 pts                       |                             |

### Clasificación de la combatividad
| Clasificación de la combatividad | Clasificación de la combatividad | Clasificación de la combatividad   | Clasificación de la combatividad | Clasificación de la combatividad |
| Ciclista                         | Ciclista                         | Equipo                             | Puntos                           |                                  |
| -------------------------------- | -------------------------------- | ---------------------------------- | -------------------------------- | -------------------------------- |
| 1.º                              | Taco van der Hoorn               | Intermarché-Wanty-Gobert Matériaux | 14 pts                           |                                  |
| 2.º                              | Yevgueni Fiodorov                | Astana-Premier Tech                | 6 pts                            |                                  |
| 3.º                              | Edward Theuns                    | Trek-Segafredo                     | 5 pts                            |                                  |
| 4.º                              | Daniel Arroyave Cañas            | EF Education-Nippo                 | 4 pts                            |                                  |
| 5.º                              | Gabriel Cullaigh                 | Movistar Team                      | 4 pts                            |                                  |
| 6.º                              | Michał Paluta                    | Polonia                            | 4 pts                            |                                  |
| 7.º                              | Michał Kwiatkowski               | Ineos Grenadiers                   | 3 pts                            |                                  |
| 8.º                              | Quinten Hermans                  | Intermarché-Wanty-Gobert Matériaux | 3 pts                            |                                  |
| 9.º                              | Julius van den Berg              | EF Education-Nippo                 | 3 pts                            |                                  |
| 10.º                             | Norman Vahtra                    | Israel Start-Up Nation             | 3 pts                            |                                  |

### Clasificación por equipos
| Clasificación por equipos | Clasificación por equipos          | Clasificación por equipos | Clasificación por equipos |
| Equipo                    | Equipo                             | Tiempo                    |                           |
| ------------------------- | ---------------------------------- | ------------------------- | ------------------------- |
| 1.º                       | Deceuninck-Quick Step              | 78 h 51 min 42 s          |                           |
| 2.º                       | Alpecin-Fenix                      | + 1 min 52 s              |                           |
| 3.º                       | Intermarché-Wanty-Gobert Matériaux | + 2 min 20 s              |                           |
| 4.º                       | Lotto Soudal                       | + 2 min 21 s              |                           |
| 5.º                       | AG2R La Mondiale                   | + 3 min 06 s              |                           |
| 6.º                       | Team BikeExchange                  | + 3 min 06 s              |                           |
| 7.º                       | Movistar Team                      | + 6 min 14 s              |                           |
| 8.º                       | Jumbo-Visma                        | + 7 min 30 s              |                           |
| 9.º                       | Astana-Premier Tech                | + 7 min 55 s              |                           |
| 10.º                      | Team DSM                           | + 9 min 59 s              |                           |

## Evolución de las clasificaciones
| Etapa                   |                         | Ganador _           | Clasificación general | Montaña       | Metas volantes     | Combatividad       | Equipo _                           | Mejor nacional _   |
| ----------------------- | ----------------------- | ------------------- | --------------------- | ------------- | ------------------ | ------------------ | ---------------------------------- | ------------------ |
| 1.ª etapa               | etapa escarpada         | Phil Bauhaus        | Phil Bauhaus          | Michał Paluta | Phil Bauhaus       | Yevgueni Fiodorov  | Bahrain Victorious                 | Michał Kwiatkowski |
| 2.ª etapa               | etapa escarpada         | João Almeida        | João Almeida          | Michał Paluta | Matej Mohorič      | Yevgueni Fiodorov  | Intermarché-Wanty-Gobert Matériaux | Michał Kwiatkowski |
| 3.ª etapa               | etapa de media montaña  | Fernando Gaviria    | João Almeida          | Łukasz Owsian | Michał Kwiatkowski | Taco van der Hoorn | Intermarché-Wanty-Gobert Matériaux | Michał Kwiatkowski |
| 4.ª etapa               | etapa escarpada         | João Almeida        | João Almeida          | Łukasz Owsian | Michał Kwiatkowski | Taco van der Hoorn | Intermarché-Wanty-Gobert Matériaux | Michał Kwiatkowski |
| 5.ª etapa               | etapa escarpada         | Nikias Arndt        | João Almeida          | Łukasz Owsian | Matej Mohorič      | Taco van der Hoorn | Intermarché-Wanty-Gobert Matériaux | Michał Kwiatkowski |
| 6.ª etapa               | contrarreloj individual | Rémi Cavagna        | João Almeida          | Łukasz Owsian | João Almeida       | Taco van der Hoorn | Deceuninck-Quick Step              | Michał Kwiatkowski |
| 7.ª etapa               | etapa llana             | Julius van den Berg | João Almeida          | Łukasz Owsian | João Almeida       | Taco van der Hoorn | Deceuninck-Quick Step              | Michał Kwiatkowski |
| Clasificaciones finales | Clasificaciones finales |                     | João Almeida          | Łukasz Owsian | João Almeida       | Taco van der Hoorn | Deceuninck-Quick Step              | Michał Kwiatkowski |

## Ciclistas participantes y posiciones finales
Convenciones:
- AB-N: Abandono en la etapa N
- FLT-N: Retiro por llegada fuera del límite de tiempo en la etapa N
- NTS-N: No tomó la salida para la etapa N
- DES-N: Descalificado o expulsado en la etapa N

## UCI World Ranking
El Tour de Polonia otorgó puntos para el UCI World Ranking para corredores de los equipos en las categorías UCI WorldTeam, UCI ProTeam y Continental. Las siguientes tablas son el baremo de puntuación y los 10 corredores que obtuvieron más puntos:
| Posición              | 1.º | 2.º | 3.º | 4.º | 5.º | 6.º | 7.º | 8.º | 9.º | 10.º | 11.º | 12.º | 13.º | 14.º | 15.º | 16.º-20.º | 21.º-30.º | 31.º-50.º | 51.º-55.º | 56.º-60.º |
| Clasificación general | 400 | 320 | 260 | 220 | 180 | 140 | 120 | 100 | 80  | 68   | 56   | 48   | 40   | 32   | 28   | 24        | 16        | 8         | 4         | 2         |
| Por etapa             | 50  | 20  | 8   |     |     |     |     |     |     |      |      |      |      |      |      |           |           |           |           |           |
| Líder                 | 8   |     |     |     |     |     |     |     |     |      |      |      |      |      |      |           |           |           |           |           |

| Clasificación |                    |                       |         |       |       |       |
| Ciclista      | Ciclista           | Equipo                | General | Etapa | Líder | Total |
| ------------- | ------------------ | --------------------- | ------- | ----- | ----- | ----- |
| 1.º           | João Almeida       | Deceuninck-Quick Step | 400     | 120   | 40    | 560   |
| 2.º           | Matej Mohorič      | Bahrain Victorious    | 320     | 48    | -     | 368   |
| 3.º           | Michał Kwiatkowski | INEOS Grenadiers      | 260     | -     | -     | 260   |
| 4.º           | Diego Ulissi       | UAE Emirates          | 220     | 20    | -     | 240   |
| 5.º           | Mikkel Honoré      | Deceuninck-Quick Step | 180     | -     | -     | 180   |
| 6.º           | Tim Wellens        | Lotto Soudal          | 140     | -     | -     | 140   |
| 7.º           | Jai Hindley        | DSM                   | 120     | -     | -     | 120   |
| 8.º           | Dylan Teuns        | Bahrain Victorious    | 100     | -     | -     | 100   |
| 9.º           | Ben Tulett         | Alpecin-Fenix         | 80      | -     | -     | 80    |
| 10.º          | Pascal Eenkhoorn   | Jumbo-Visma           | 68      | -     | -     | 68    |